# Слива домашняя 'Анна Шпет'
Слива домашняя 'Анна Шпет' — старинный поздний сорт сливы домашней.
Сорт используется в селекционных программах, как источник крупноплодности и высоких вкусовых качеств плодов.

## Происхождение
Сорт получен в Германии Л. Шпетом в начале 1870-х годов. Сорт впервые описан И. Г. К. Обердиком в 1881 году.

## Районирование
В XX веке сорт был широко распространён в южных районах СССР. Был районирован в следующих регионах: Северный Кавказ, Нижнее Поволжье, Ростовская и Калининградская область. В условиях севера Украины зимостойкость сорта недостаточна.

## Биологическое описание

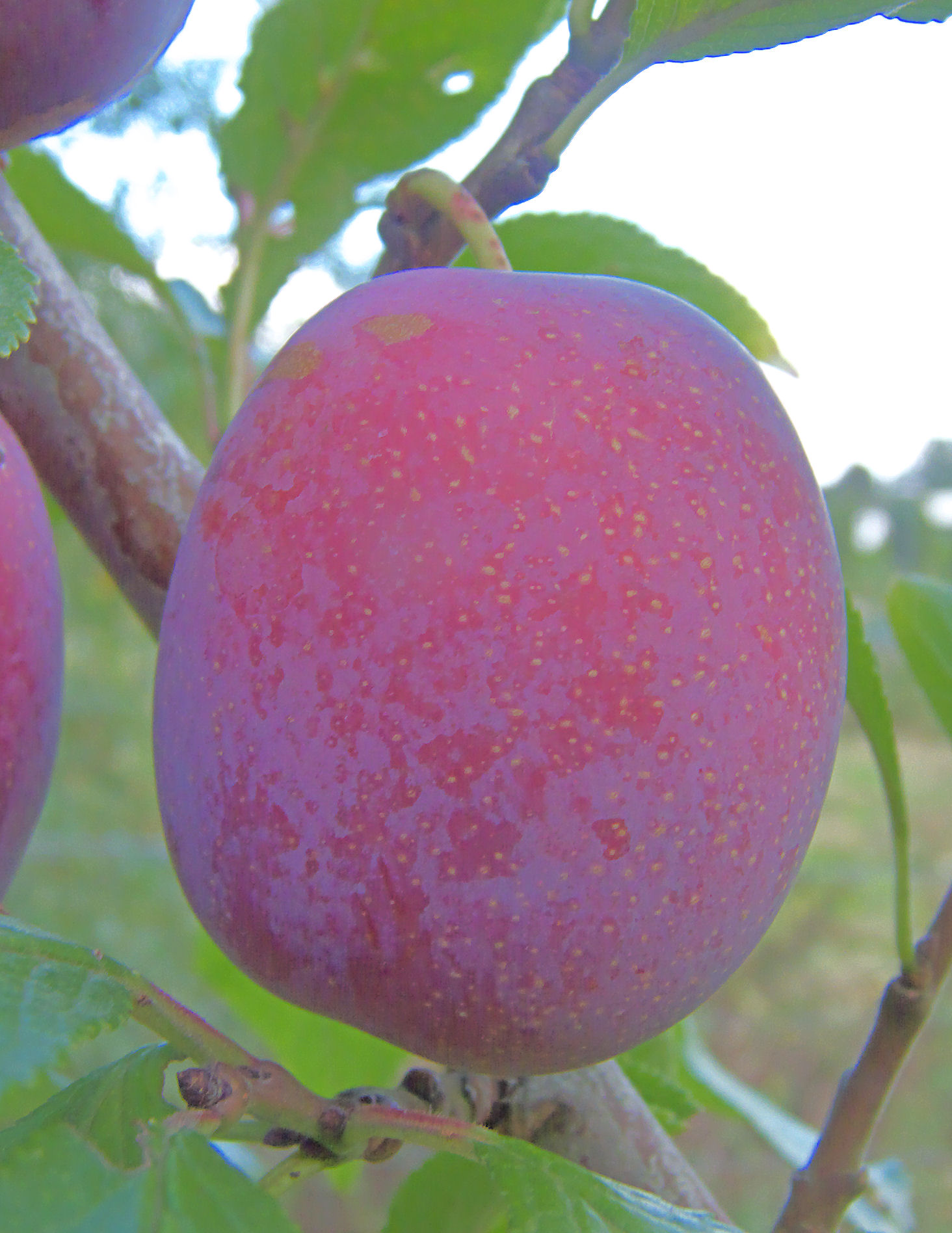
Слива 'Анна Шпет'

Дерево сильнорослое, долговечное. Образует широкопирамидальную густую крону с долговечными (до 12 лет) обрастающими веточками. Штамб прямой, гладкий, чечевичек среднее количество, размер средний. Побег прямой, междоузлие среднее (около 4 см), коричневой окраски слабой интенсивности, без опушения. Почка вегетативная конусовидной формы, заостренная, мелкая, прижатая. В благоприятных условиях деревья живут около 40 лет.
Лист удлиненно-овальный, верхушка заострённая, форма основания деревовидная. Листовая пластинка ниже средних размеров, длина средняя — 7,3 см, узкая — 3,8 см, площадь 27,8 см, светло-зелёная, плоская, консистенция рыхлая, тонкая, верхняя поверхность матовая, опушение верхней поверхности отсутствует, нижней — слабое вдоль центральной и боковых жилок. Зазубренность двоякогородчатая, средняя по размеру. Черешок короткий — 8 мм, окрашенный антоцианом. Желёзки по одной, сидячие, жёлтые. Прилистники отсутствуют.
Цветки из одной почки по два, венчик плоский, крупный — 28 мм. Лепестки овальной формы, средних размеров, длина 13 мм, ширина 7 мм. Окраска бутонов и лепестков белая. Среднесомкнутые. Верхушка округлая, край верхушки волнистый, гофрированность средняя. Тычинки в количестве 18 штук, длина нити 7—11 мм, прямые, окраска пыльников жёлтая. Пестик прямой: длина 13 мм. Чашечка колокольчатая, без опушения. Чашелистики ланцетные, длиной 7 мм, шириной 2 мм, без опушения, зазубренности края нет. Цветоножка средняя — 11 мм длиной, неопушённая.
Плодоножка короткая, загнутая крючком, довольно толстая. Плоды овальные или широкояйцевидные, равнобокие, крупные, масса около 45 г. Окраска основная светло-жёлтая, покровная красно-фиолетовая, сплошная. Опушение отсутствует. Подкожных точек много, окраска их серая. Восковой налёт густой. Брюшной шов слабо выражен, не растрескивается. Кожица тонкая, плотная, легко снимается, консистенция рыхлая. Окраска мякоти желто-зелёная, на воздухе темнеет слабо. Окраска полости одноцветная с мякотью. Консистенция мякоти волокнистая, плотная, сочная. Косточка удлинённо-овальная, средних размеров, длина 22 мм, ширина 13 мм, толщина 8 мм, масса 1,5 г. Окраска темно-коричневая. Верхушка округлая, основание вытянутое. Сплошной шов открытый. Брюшной шов узкий. Центральное ребро хорошо выражено. Боковые рёбра отсутствуют. Киль небольшой, тупой. Поверхность ямчато-бугорчатая. Плоды прочно держатся на ветвях, в дождливую погоду растрескиваются и часто загнивают.
Плоды хороши для употребления в свежем виде и некоторых видов консервирования. Сорт малопригоден для производства сухофруктов и замораживания. Оценки плодов: замороженные плоды — 3,8 балла, сухофрукты — 3,9 балла, компот — 4,2 балла, сок с мякотью — 3,8 балла, маринад — 4,1 балла. Плоды содержат на сырой вес: сухих веществ — 15,7 %, сахаров — 9,9 %, кислот — 0,73 %, сахарокислотный индекс 13,56, пектиновых веществ — 0,80 %, полифенолов — 384 мг/100г, аскорбиновой кислоты — 6,5 мг/100 г.

## В культуре
Срок вступления дерева в плодоношение 3—5 год. Срок цветения средний — в середине апреля. Сорт частично самоплодный. Срок созревания очень поздний — в конце сентября. Урожайность высокая и регулярная. Если осуществлять съем слегка недозревших плодов, они хранятся весьма продолжительное время. Зимостойкость древесины и цветковых почек средняя. Характеризуется высокой способностью к регенерации, поэтому даже почки деревьев сильного подмерзания хорошо восстанавливаются. Засухоустойчивость удовлетворительная. На карбонатных почвах сильно страдает от хлороза. В уходе неприхотлив. Недостаточно устойчив к полистигмозу и монилиозу.